# Ганберг (Вирџинија)
Ганберг (енгл. Gasburg) насељено је место без административног статуса у америчкој савезној држави Вирџинија.

## Демографија
По попису из 2010. године број становника је 481.
| Група             | 2000.    | 2010.       |
| Белци             | 0 (0,0%) | 435 (90,4%) |
| Афроамериканци    | 0 (0,0%) | 30 (6,2%)   |
| Азијати           | 0 (0,0%) | 3 (0,6%)    |
| Хиспаноамериканци | 0 (0,0%) | 10 (2,1%)   |
| Укупно            | 0        | 481         |